# Kundvagn

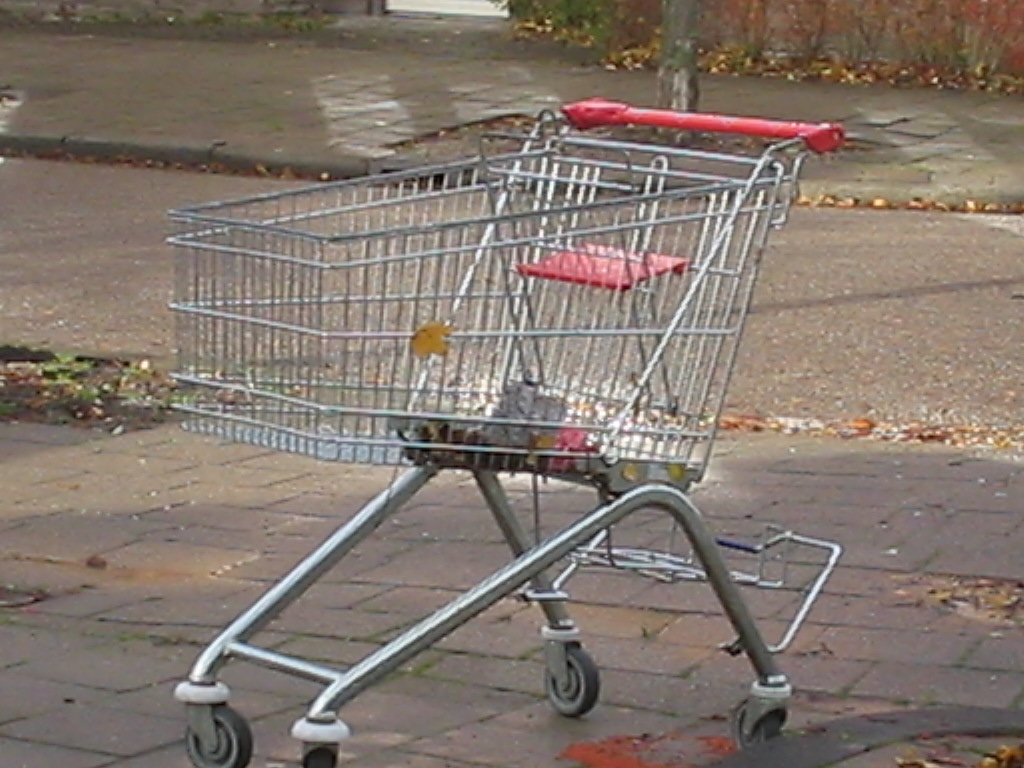
Kundvagn tillverkad av Wanzl.

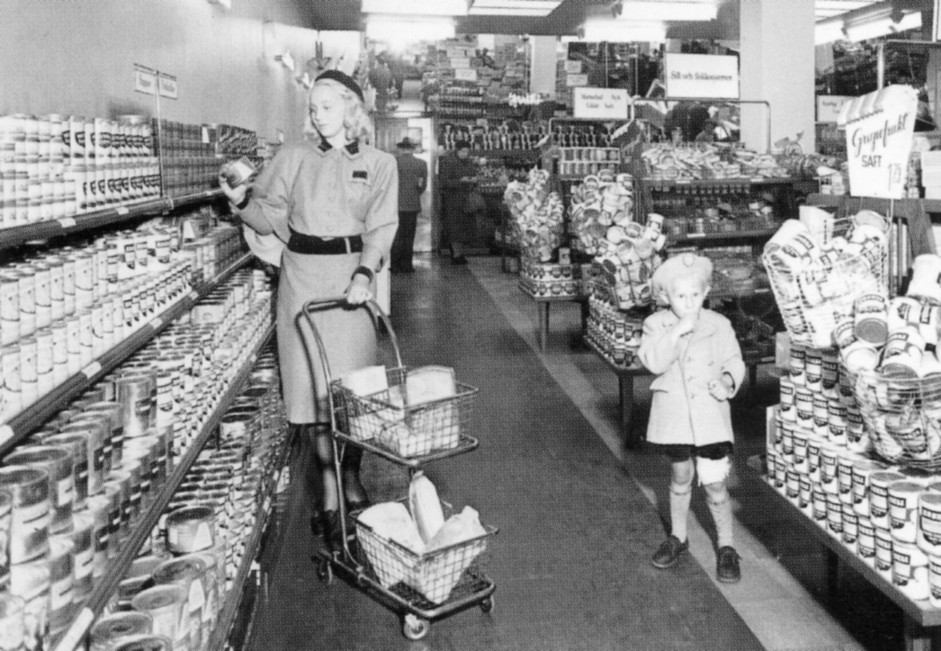
Kund med kundvagn i en självbetjäningsbutik i Svedmyra 1941.

En kundvagn eller en shoppingvagn är en vagn som finns i snabbköp. Den används främst av kunden och är avsedd för tillfällig förvaring och transport av varor i butiken och eventuellt från butiken till kundens fordon. Ibland används även kundvagnar till butikens exponering av exempelvis utgående varor.
Kundvagnarna är antingen placerade vid in-/utgången till butiken eller i ett särskilt vagnstall utanför butiken. De första kundvagnarna togs i bruk 4 juni 1937 på supermarketkedjan Standard Supermarket i delstaten Oklahoma, USA.
Kundvagnar har oftast en stomme av stål, en vagnkorg av stålnät och länkhjul. Normalt har också kundvagnar baktill vid handtaget en sits för barn att sitta i. Kundvagnar är vanligen konstruerade så att flera kundvagnar kan köras ihop med varandra på ett sätt som påminner om ett teleskop. Kundvagnarna brukar därför vara smalare framtill än baktill. De är lite koniskt formade för denna funktion.
På äldre modeller är det vanligt med ett ställ nedtill, vid hjulen, som först och främst är avsedd för backar med öl och läsk. Stället brukar även användas till blöjpaket, balar med toalettpapper och andra varor som tar upp stor plats eller väger mycket. På nyare modeller är detta ställ inte lika vanligt. Istället brukar det ibland finnas en utfällbar bygel som är avsedd för drickabackar.
Kundvagnens storlek har varierat. Förr hade inte ens de större varuhusen alltid så stora kundvagnar. Under årens lopp har kundvagnar blivit större. Främst under 1980-talet började det bli vanligt med stora kundvagnar. Från början var det företrädesvis stormarknader som hade större kundvagnar, men nu brukar de större kundvagnarna finnas även i mindre butiker.
Kundvagnar har ofta försvunnit från butikerna vilket medfört kostnader för nyanskaffning. För att försöka få ordning på problem med att kundvagnar försvinner eller hamnar utspridda utanför butiken har det från 1990-talet blivit allt vanligare med pantsystem för kundvagnar. Detta brukar innebära att kundvagnen är fastkedjad på en speciell plats. För att få loss vagnen måste ett mynt stoppas in i ett myntinkast på kundvagnen. För att sedan återfå myntet måste vagnen åter kedjas fast. Det har blivit vanligt att ersätta myntet med en speciell nyckel eller en pollett i myntets storlek.

## Bildgalleri

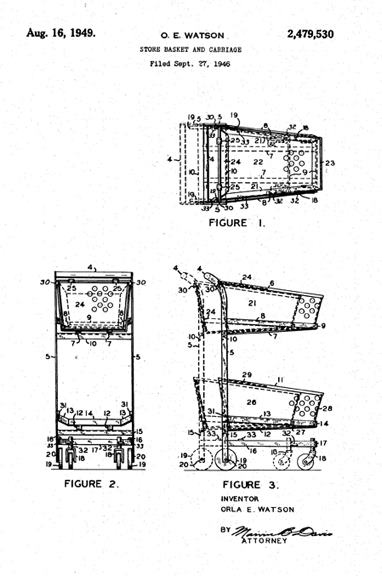
Ritning från 1949 på kundvagn som möjliggjorde kompaktparkering.
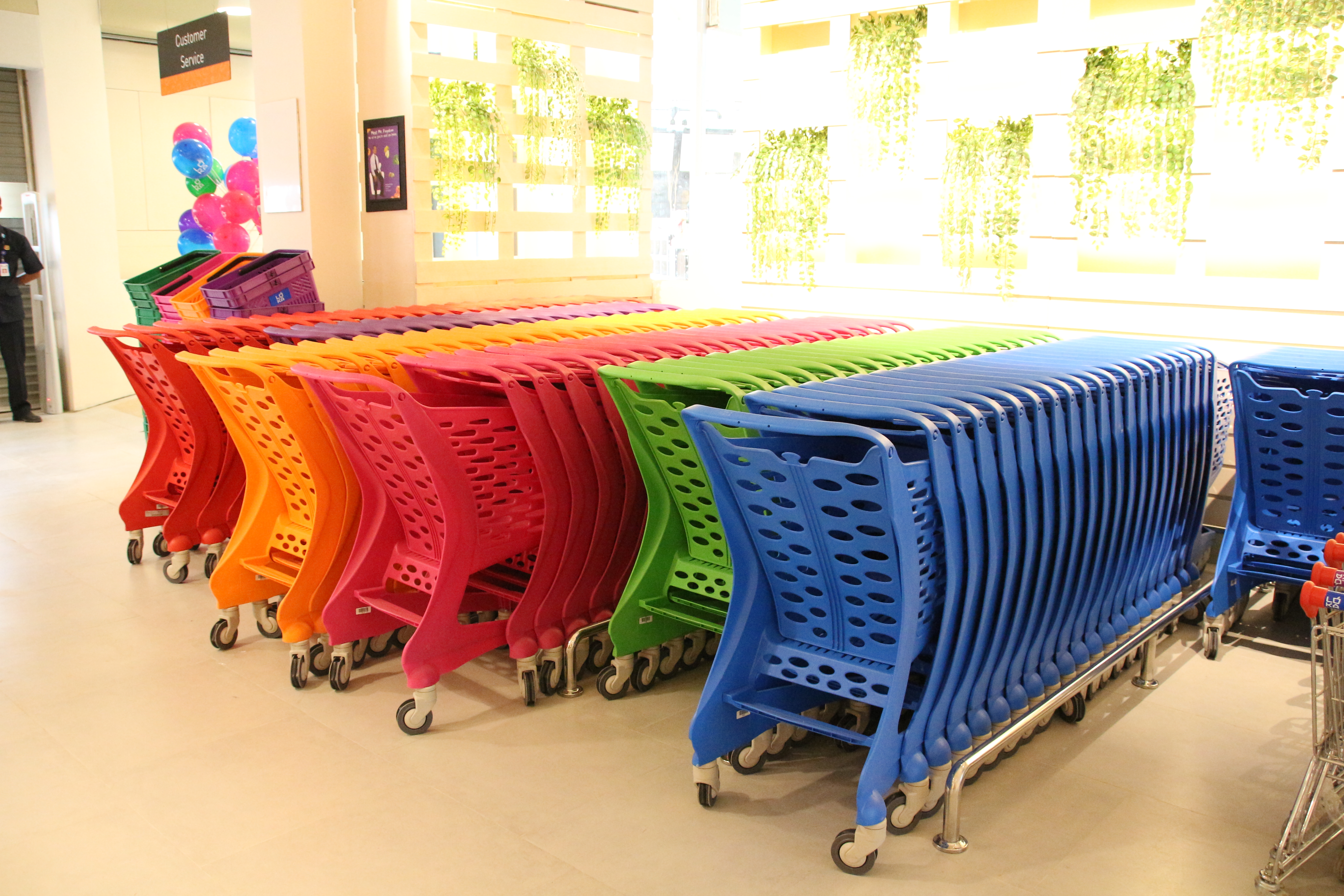
Kundvagnar i olika färger.
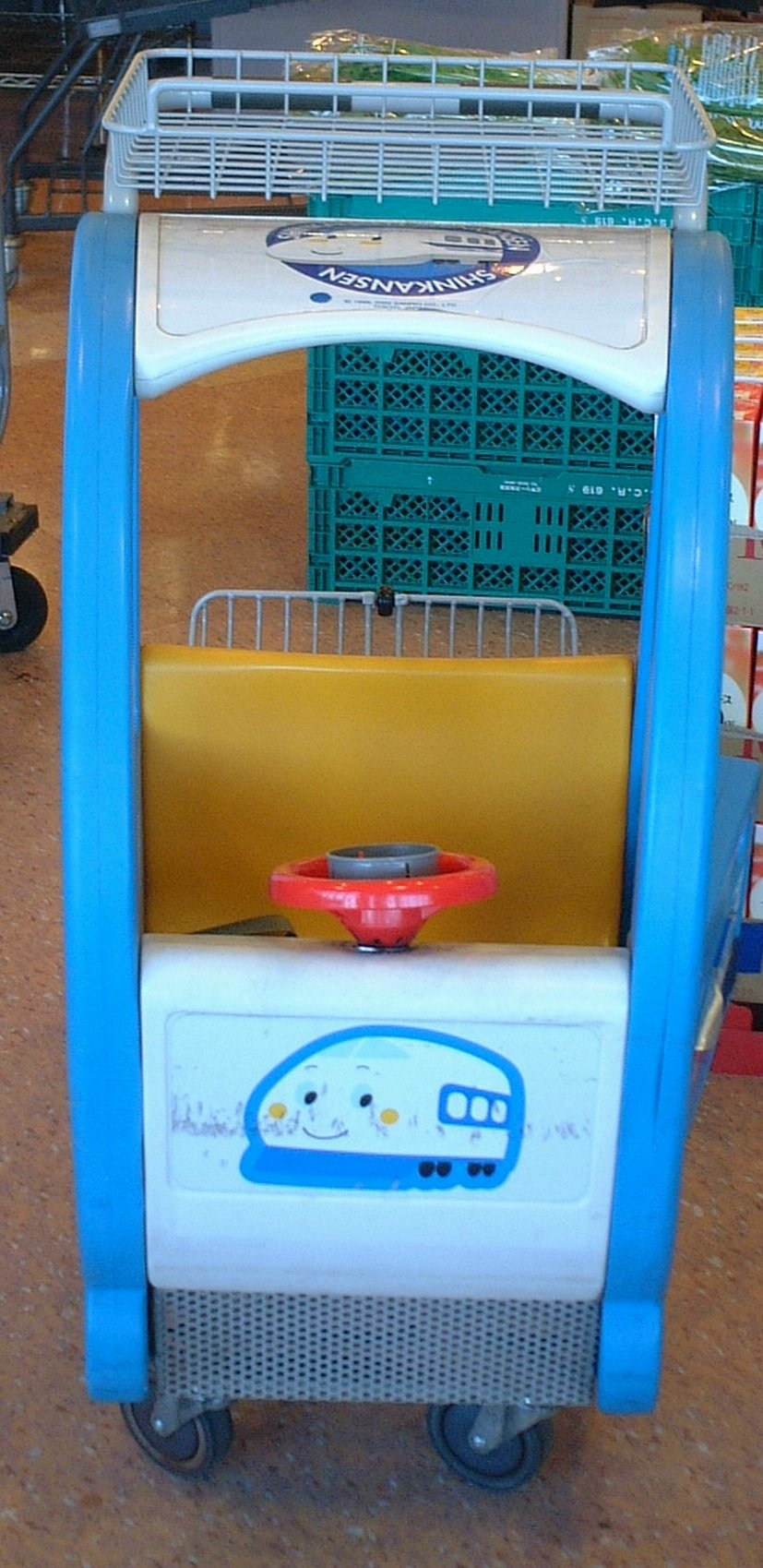
En särskilt utformad kundvagn i Japan.
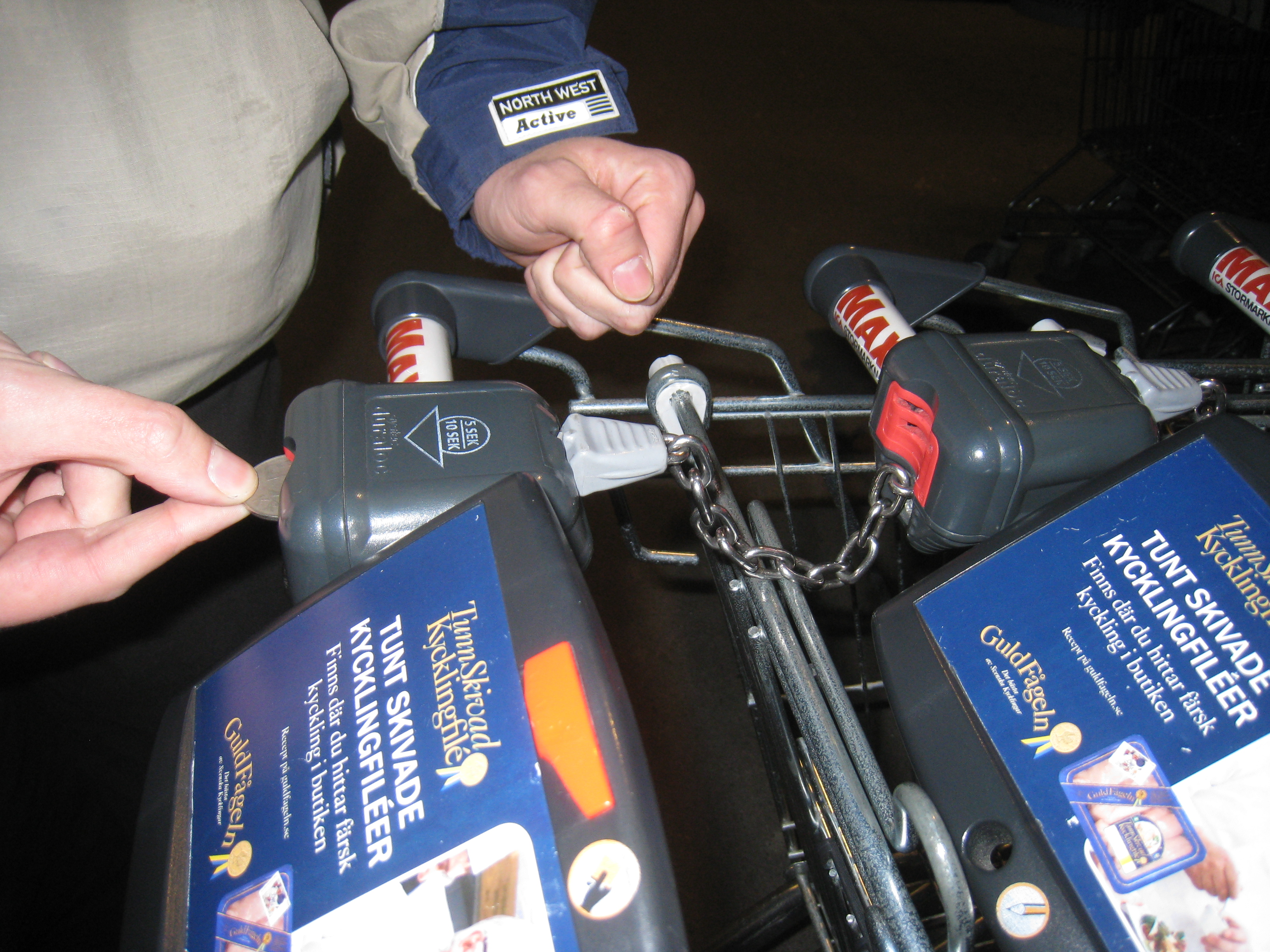
Myntinkast på en kundvagn.
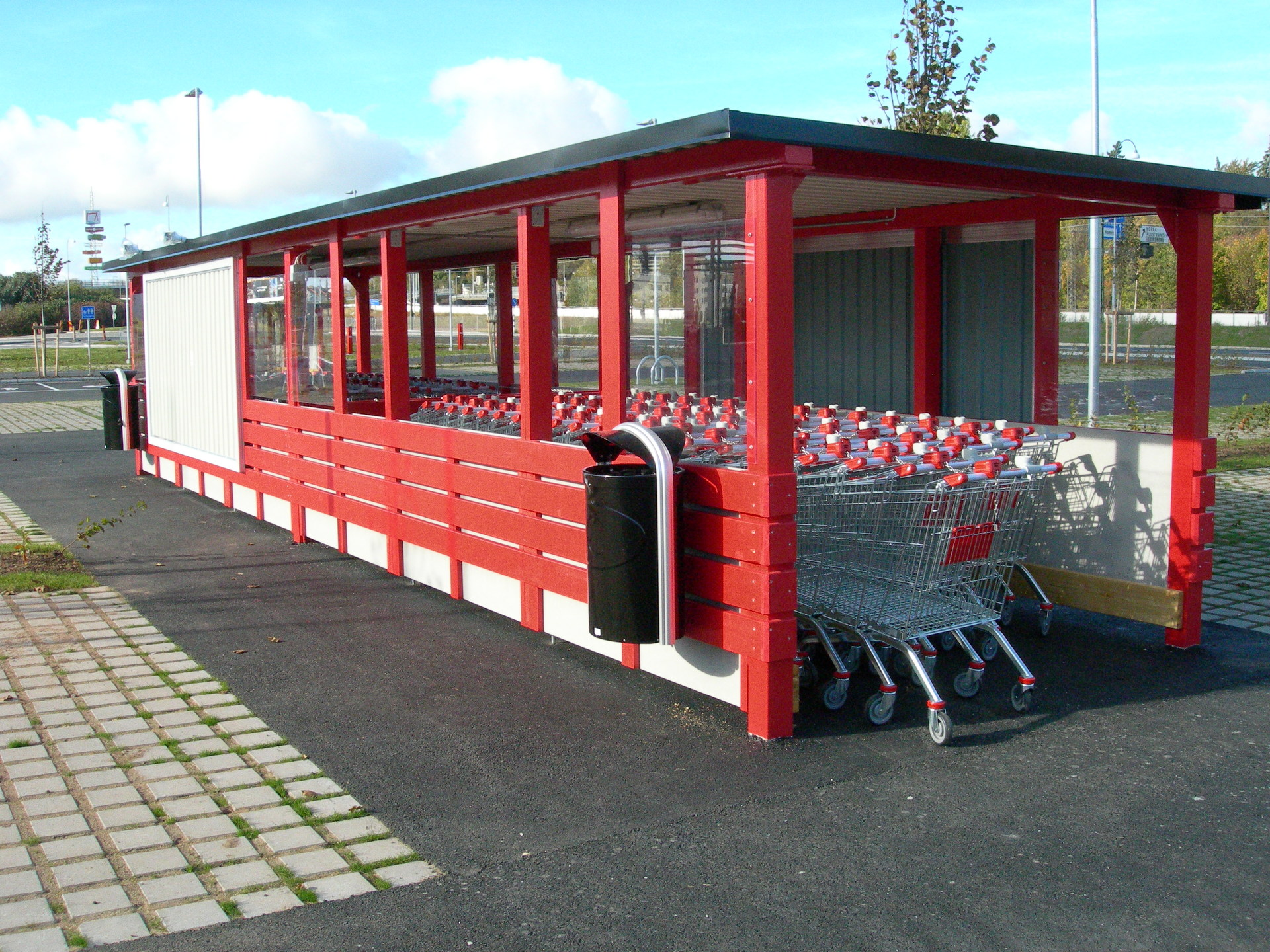
Stall för kundvagnar.
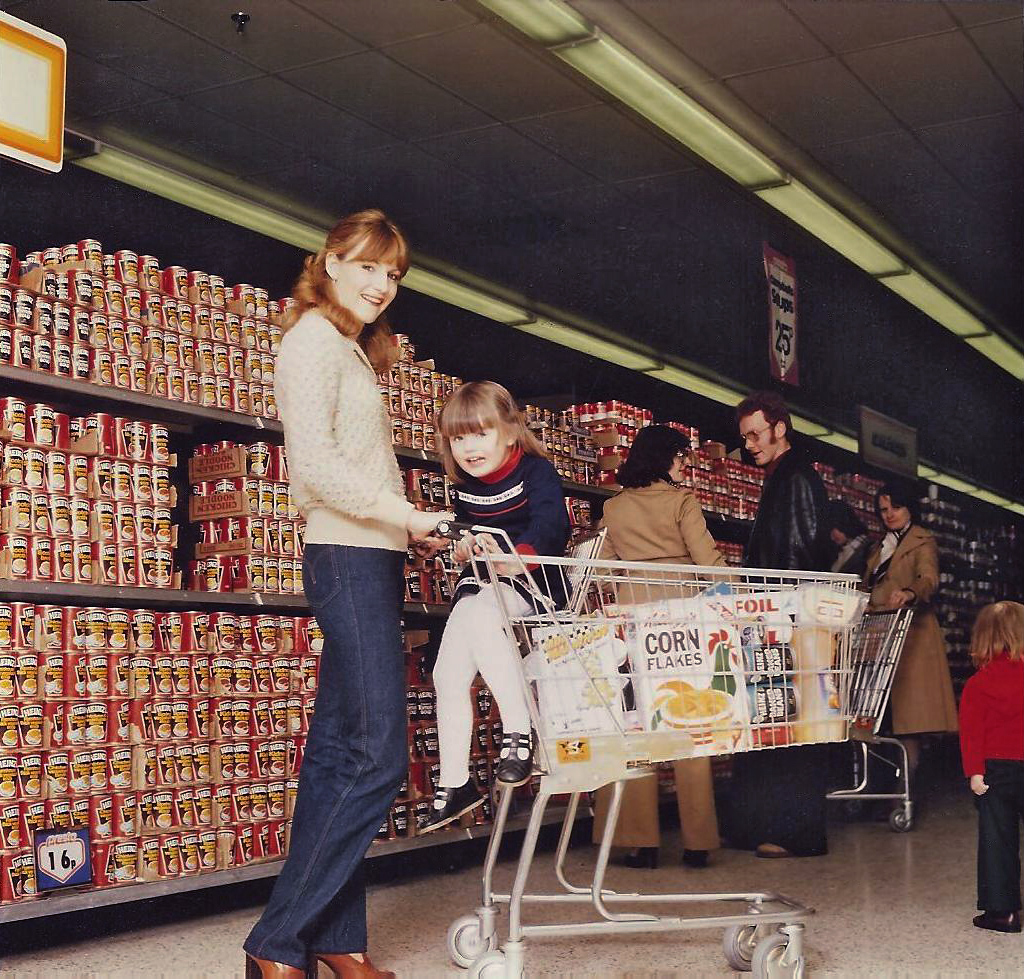
Kundvagn på stormarknad under 70-talet.
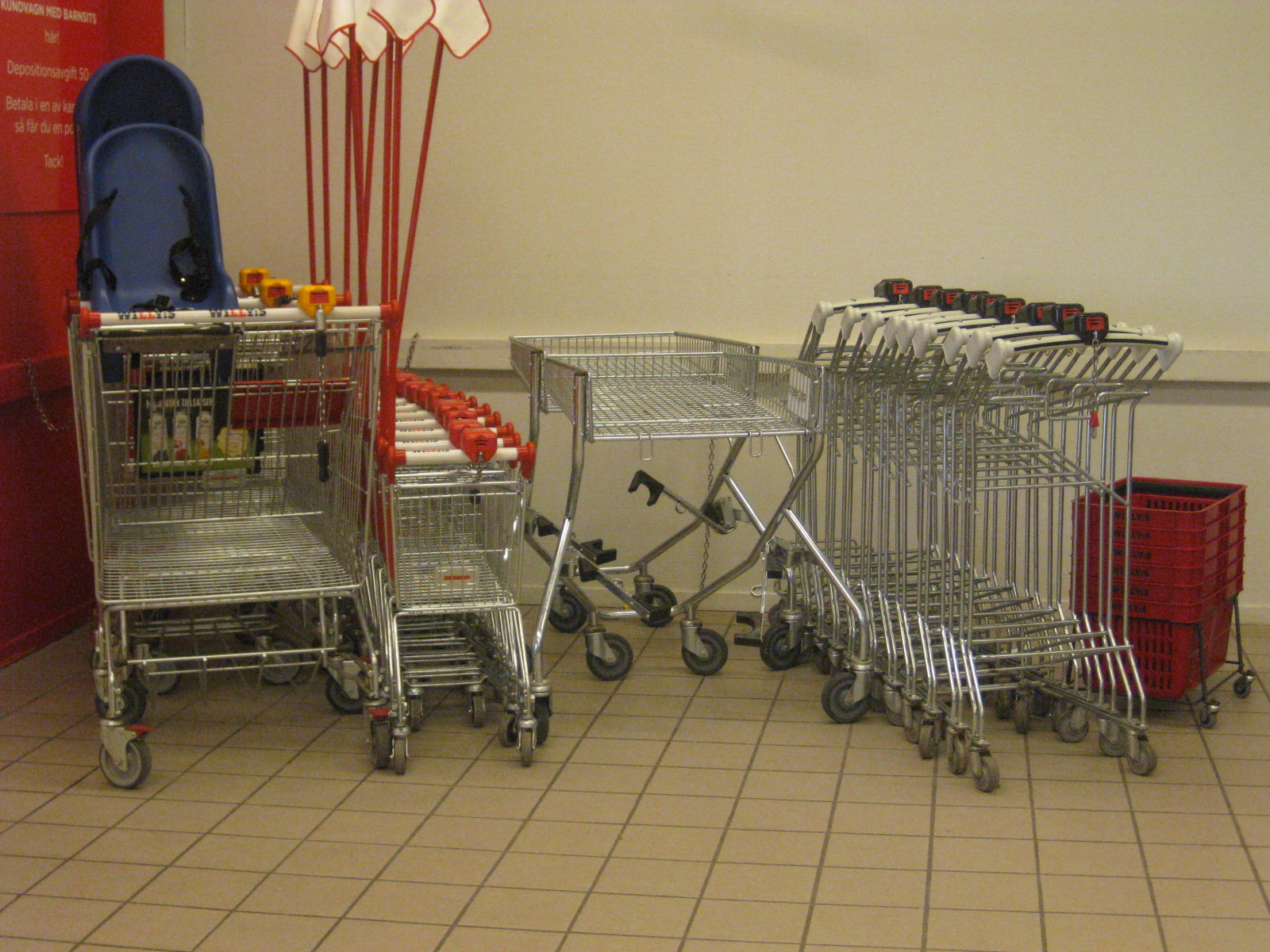
Olika sorters kundvagnar.

## Tillverkare
- Wanzl
- Watson
- Axo
- Caddie